# Kazimierz Józef Dąmbski
Kazimierz Józef Dąmbski z Lubrańca herbu Godziemba (ur. 1701, zm. 25 marca 1765 w Warszawie) – wojewoda sieradzki.

## Rodzina
Syn Andrzeja (zm. 1734), kasztelana i wojewody brzeskokujawskiego i Katarzyny Krąkowskiej, córki Wojciecha (1650–1717), kasztelana krzywińskiego. Brat jego Paweł Dąmbski (zm. 1783), pełnił urząd kasztelana brzeskokujawskiego.
Poślubił Jadwigę Dąmbską (1710–1767), córkę Wojciecha Andrzeja Dąmbskiego, marszałka nadwornego koronnego. Z małżeństwa urodziło się sześcioro dzieci: m.in. Karol (1730–1787); Jan Chrzciciel Dąmbski (1731–1812), generał, kasztelan konarski kujawski, kowalski, inowrocławski i brzeskokujawski; Ludwik Karol Dąmbski (1731–1783), wojewoda brzeskokujawski; jedna z córek Karolina Katarzyna poślubiła Antoniego Kossowskiego (1701–1771), sekretarza wielkiego koronnego. Kazimierz Józef Dąmbski był pradziadem Michała Hieronima Sumińskiego (1820–1898), polskiego botanika, malarza i kolekcjonera.

## Pełnione urzędy
Początkowo pełnił obowiązki podkomorzego królewskiego od 1729 roku. Od 1730 roku stolnika brzeskokujawskiego. Poseł województwa brzeskokujawskiego na sejm konwokacyjny 1733 roku. Był członkiem konfederacji generalnej zawiązanej 27 kwietnia 1733 roku na tym sejmie. Konsyliarz i delegat województwa inowrocławskiego w konfederacji dzikowskiej w 1734 roku. Mianowany chorążym nadwornym koronnym dnia 8 stycznia 1737 roku, następnie na dworze pełnił obowiązki podczaszego koronnego (od 17 grudnia 1738). Od  1748 na stanowisku cześnika wielkiego koronnego. Pełnił urząd starosty bolimowskiego (1738–1746), kłodawskiego, pokrzywnickiego 1750. Nominację na urząd wojewody sieradzkiego otrzymał 18 grudnia 1756 roku.
Poseł na sejm 1740 roku z ziemi sochaczewskiej. Poseł na sejm 1748 roku z województwa brzeskokujawskiego. Poseł na sejm 1754 roku z województwa brzeskokujawskiego. Był konsyliarzem konfederacji generalnej 1764 roku. W 1764 roku jako deputat do paktów konwentów podpisał elekcję Stanisława Augusta Poniatowskiego z województwa sieradzkiego.

## Dobra majątkowe
Właściciel Kuźnic, Kazimierza, Dabrowy, Wólki i Rudnej w województwie sieradzkim (dzisiaj województwo łódzkie). Od 1751 pan na Głuszynie i Dąbie, Pan na Ostrowie, Kaczkowie. w swych majątkach posiadał Jóźwiska, Dąbrówkę, Putusce, Wiosło, Nową Wieś, Mielewo na Pomorzu, Płowce i Dobre na Kujawach. Właściciel zamku Szczurskiego pod Toruniem oraz pięknego pałacu nad Kłodawą.

## Zasługi
W polityce oraz życiu prywatnym człowiek energiczny, prawy, prawdziwy obywatel  i gorący patriota często zabierający głos w sprawach państwowych, hojny na rzecz kościołów. Domagał się aukcji wojska i reform skarbowych. Będąc człowiekiem wymownym i poważanym często zabierał głos na sejmach. Na sejmie 9 października 1738 roku mówił otwarcie o upadku Rzeczypospolitej, której przypisywał wojnę domową. Wybrany został jako poseł do papieża Benedykta XIII. Podpisał konfederację generalną warszawską w 1733 roku. Król Polski Stanisław Leszczyński obrał sobie jego jako plenipotenta i 3-krotnie wysyłał do Lunéville  jako swego wysłannika.
Był dobrym gospodarzem dla swych majątków. Pochowany został na Podgórzu w Toruniu.
Za zasługi został odznaczony Orderem Orła Białego 3 sierpnia 1757 roku w Warszawie.